# Poecilocryptus coloratus
Poecilocryptus coloratus là một loài tò vò trong họ Ichneumonidae.